# Hans Möller (Politiker)
Hans Möller (* 25. November 1926 in Schwerin; † 6. Dezember 2008 in Frankfurt (Oder)) war ein deutscher Parteifunktionär der DDR-Blockpartei NDPD. Er war Vorsitzender der NDPD im Bezirk Frankfurt (Oder).

## Leben
Möller, Sohn eines Bankangestellten und einer Hausfrau, besuchte die Grundschule sowie das Schliemann-Gymnasium in Schwerin. 1944 zunächst zum Reichsarbeitsdienst, dann zur Wehrmacht eingezogen, leistete er Kriegsdienst und geriet in britische Kriegsgefangenschaft, in der er bis 1947 verblieb. 
1947 kehrte er nach Schwerin zurück und wurde 1948 Mitglied der NDPD. 1949 holte er das Abitur nach und absolvierte anschließend eine Lehre zum Fotogehilfen. Zwischen 1959 und 1964 absolvierte er ein Studium der Wirtschaftswissenschaften mit dem Abschluss als Diplomökonom. 
Möller war ab 1952 hauptamtlicher NDPD-Funktionär in verschiedenen Funktionen in den Bezirken Schwerin und Cottbus. Von 1952 bis 1961 war er NDPD-Kreissekretär in Schwerin, dann von 1961 bis 1964 stellvertretender Vorsitzender des NDPD-Bezirksvorstandes Cottbus. Von 1964 bis 1985 war er schließlich Vorsitzender des NDPD-Bezirksverbandes Frankfurt (Oder) sowie von 1967 bis 1987 Mitglied des NDPD-Hauptausschusses. Von 1964 bis 1985 war er zudem Abgeordneter des Bezirkstages Frankfurt (Oder). 1985 wurde Möller als Invalidenrentner in den Ruhestand versetzt.
Hans Möller war verheiratet und hatte drei Kinder. 
Möller war begeisterter Hobbyfotograf. Ein Großteil seiner umfangreichen Negativ- und Diapositivsammlung sowie deren Abzüge aus den Jahren 1985 bis 2008 befindet sich im Stadtarchiv Frankfurt (Oder).

## Auszeichnungen
- Vaterländischer Verdienstorden in Bronze (1969), in Silber (1976) und in Gold (1986)[3]